# Dictyogenus
Dictyogenus is een geslacht van steenvliegen uit de familie Perlodidae. De wetenschappelijke naam van het geslacht is voor het eerst geldig gepubliceerd in 1904 door Klapálek.

## Soorten
Dictyogenus omvat de volgende soorten:
- Dictyogenus alpinus (Pictet, 1841)
- Dictyogenus fontium (Ris, 1896)